# Imanol Larzabal
Imanol Larzabal Goñi (Saint-Sébastien, 11 novembre 1947 - Orihuela, 25 juin 2004), connu sous le nom d'Imanol, était un chanteur et compositeur d'expression basque et castillane, grand défenseur de la culture et la langue basque. Exilé durant  la dictature franquiste, il a dû abandonner de nouveau le Pays basque dans les dernières années de sa vie, confronté aux harcèlements d'ETA à son encontre.

## Biographie
Né à Saint-Sébastien le  11 novembre 1947, il étudia le dessin industriel sans jamais toutefois exercer par la suite cette profession. Il commença à chanter en basque en 1964, sous le pseudonyme Mikel Exegaray. Son premier disque parut sous ce titre en 1969. En 1967, il débuta sa collaboration avec ETA, et fut incarcéré six mois à partir du 29 août 1968 pour terrorisme, organisation et propagande illégale. Il s'exila en France et vécut à Bayonne, Bordeaux et Paris. C'est là qu'il rencontra ses futurs amis et collaborateurs, tels que Paco Ibáñez, le groupe breton Gwendal ou Elisa Serna.
Après l'amnistie de 1977, il rentra en Espagne et continua sa carrière musicale au Pays Basque en s'engageant dans diverses initiatives pour la défense de la culture et de la langue basque, telle que la Korrika, cette marche revendication biannuelle en faveur du basque. Il prit ses distances avec ETA, tout en restant politiquement en faveur du droit à l'autodétermination et contre la violence, en participant par exemple à des actions telles que ¡Basta Ya!.
Le 10 juin 1985, il fut arrêté avec Josu Landa et leur équipe technique pour leur implication dans la fuite des prisonniers d'ETA Joseba Sarrionandia et Iñaki Pikabea de la prison de Martutene au Guipúzcoa. À la suite d'un concert d'Imanol dans cette prison, les prisonniers s'échappèrent cachés dans deux haut-parleurs aménagés qui furent chargés dans la fourgonnette du groupe. Imanol fut néanmoins remis en liberté après que les faits aient été tirés au clair. 
En 1986, il participa à un concert en hommage à Yoyes, ex-activiste d'ETA assassinée à Ordizia par ses anciens camarades. Cette participation lui a valu d'être boycotté par une partie de son public et d'être systématiquement écarté des concerts organisés par Herri Batasuna. Les ventes de ses disques baissèrent à mesure qu'augmentaient les attaques contre lui. Au cours des années suivantes, il reçut des menaces de mort sous la forme de graffitis et d'attaques contre sa voiture allant jusqu'à lui dérober ses roues. Le 21 septembre 1989, il donna un autre concert en hommage à Yoyes avec la même fin. À la suite de cela, les menaces s'intensifièrent, et un groupe d'amis associés à quelques élus de Euskadiko Ezkerra (« La Gauche du Pays basque ») d'Ordizia, proposèrent l'organisation d'une action de soutien au chanteur, sous la forme d'un autre concert. 
Le 2 novembre 1989, accompagné d'Anjel Lertxundi, Imanol annonça l'événement « Tous contre la peur », en réponse aux menaces d'ETA. Le concert eut lieu le 5 novembre dans la salle polyvalente d'Anoeta avec la participation de Rose León, Javier Krahe, Ricardo Solfa, Joaquín Sabina, Luis Eduardo Aute, José Antonio Labordeta, Paco Ibáñez, Luis Pastor et Urko. Le lendemain, ils furent rejoints par Elisa Serna, Amaya Uranga, Pi de la Serra, Gorka Knörr et Xavier Ribalta. Plusieurs bertsolaris contribuèrent également, tels que Andoni Egaña, Joxé Lizaso, Xabier Euzkitze, Azpillaga et Basabe, ains que les chanteurs Iñaki Eizmendi, Pablo Guerrero et Enrique Morente. Des télégrammes envoyés par le  syndicat CCOO,  Juan María Bandrés, Luis Cobos, Teddy Bautista, Juillet Cher Baroja, Jorge Oteiza et Rafael Alberti furent lus et 180 ex-détenus d'ETA signèrent un communiqué en soutien à Imanol dans lequel ils rejetaient la « pensée unique » de l'organisation terroriste. Un manifeste de soutien fut également établi, ouvert par Joan Manuel Serrat, Víctor Manuel, Ana Bethléem, Miguel Rivières, Lluís Llach et Georges Moustaki, que signèrent ultérieurement, entre autres, Joxe Mari eta Mikel, Antton Valverde, Lourdes Iriondo, Xabier Lete, Fernando Savater, Gabriel Celaya, Agustín Ibarrola, Raúl Guerre Garrido ou Vicente Molina Foix. Bien que certains signataires retirèrent après coup leur soutien, le jour du concert 150 pages de signatures furent collectées.
Un mois plus tard, un hommage à José Miguel de Barandiaran eut lieu à Ataun à l'occasion de son centenaire, où furent invités neuf artistes, dont Imanol. Deux d'entre eux refusèrent de partager la scène avec lui et, face à la fermeté des organisateurs, ils renoncèrent à participer, non sans avoir auparavant exercé des pressions sur les autres invités. Finalement, seuls Bitoriano Gandiaga, Antton Valverde et Imanol participèrent à l'hommage, les autres ayant renoncé, tant bien par solidarité avec les dissidents, que pour ne pas prendre part à des sujets extra-musicaux.
En octobre de 2000, Imanol annonça qu'il abandonnait le Pays Basque, fatigué par les menaces d'ETA. Il affirma qu'Euskadi connaissait alors un « air irrespirable » et expliqua qu'il avait subi toutes sortes de pressions depuis sa participation au concert en hommage à Yoyes en 1986. La même année parut son disque Ausencia, dans lequel il laissait entendre ses intentions en revenant aux chansons en castillan, et de le dédier en hommage au professeur Mikel Azurmendi, ami personnel qui décida lui aussi de quitter le Pays basque. Dès lors, Imanol n'y apparut plus que de manière sporadique, par exemple en 2004, lorsqu'il collabora à un disque collectif en mémoire de Julen Lekuona, musicien et écrivain basque récemment décédé. 
Il décéda le 25 juin 2004 à Orihuela des suites d'une attaque cérébrale, après être resté quelques jours dans le coma. Sa dernière œuvre, un disque de berceuses en plusieurs langues, est demeurée inachevée.

## Discographie
- Orain borrokarenean (Le Chant du Monde, 1972).
- Herriak ez du barkatuko (1974).
- Lau haizetara (1977).
- Sentimentuen hauspoz (1979).
- Etxahun-Etxahun (1980).
- Jo ezan (1981).
- Iratze okre geldiak (1983)
- Erromantzeak (1984).
- Orhoituz (1985).
- Mea kulparik ez (1986).
- Joan-etorrian (1987).
- Borne beroetan (1989).
- Amodioaren berri (1990).
- Viajes de mar y luna (1990).
- Barne kanta (1994).
- Hori bera Donne denen ixtoria (1996).
- Oroitzen, avec Paco Ibáñez (1999).
- Ausencia (2000).
- Versos encendidos (2003).

- Son de niños (compilation de chansons enfantines) (2001)